# Liste der Joyn-Primetime-Sendungen

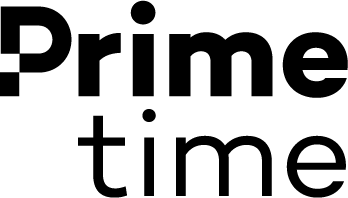
Senderlogo von Joyn Primetime

Die Liste der Joyn-Primetime-Sendungen enthält eine Aufzählung aller Serien, die bei dem Internetsender Joyn Primetime ausgestrahlt werden bzw. wurden.
Das Serien-Programm von Joyn Primetime ist von US-amerikanischen Fernsehserien geprägt. Gesendet werden neben deutschsprachigen Erstausstrahlungen ebenfalls Serien in deutschsprachiger Free-TV-Erstausstrahlung. Nach den Erstausstrahlungen werden einige Serie wiederholt. Ferner werden auch Wiederholungen einer bisher schon auf einem anderen Sender oder Video-on-Demand-Dienst begonnenen Serie gezeigt. Teilweise beziehen sich Ausstrahlungen nur auf einzelne Staffeln oder beginnen nicht mit der ersten Staffel, diese sind entsprechend gekennzeichnet. 

## Derzeitige Serien

### Erstausstrahlung
Im Folgenden werden Serie gelistet, die ihre deutschsprachige Erstausstrahlung (EA) auf Joyn Primetime haben bzw. hatten. Deutschsprachige Free-TV-Erstausstrahlungen einer Serie werden mit * gekennzeichnet. Bei einigen Serien werden bzw. wurden nur einzelne Staffeln erstausgestrahlt.
- seit 2019: Empire * , Dramaserie (Staffel 3, Staffel 1–2 als Wiederholung)
- seit 2020: Bless The Mess * , Sitcom
- seit 2020: Good Trouble, Dramaserie
- seit 2020: Married * , Comedyserie
- seit 2021: Beyond, Dramaserie
- seit 2021:  BrainDead, Dramedyserie
- seit 2021: The Comedians * , Comedyserie
- seit 2021: The McCarthys, Sitcom
- seit 2021: Tommy, Dramaserie

### Wiederholung
- seit 2019: Animal Kingdom, Dramaserie (als deutschsprachige Free-TV-Erstausstrahlung; aktuell als Wiederholung)
- seit 2019: The Americans, Dramaserie (Staffel 1–3)
- seit 2019: Battlestar Galactica, Science-Fiction-Serie
- seit 2019: The Grinder, Comedyserie
- seit 2019: Homeland, Thriller
- seit 2019: House of Cards, Dramaserie (Staffel 4–6)
- seit 2019: Madam Secretary, Dramaserie (Staffel 1–4 als Wiederholung, Staffel 5–6 als deutschsprachige Free-TV-Erstausstrahlung)
- seit 2019: Quantico, Dramaserie (Staffel 1–2 als Wiederholung, Staffel 3 als deutschsprachige Free-TV-Erstausstrahlung; aktuell als Wiederholung)
- seit 2019: Shooter, Dramaserie (Staffel 1–2)
- seit 2019: The Strain, Horrorserie
- seit 2019: You’re the Worst, Comedyserie
- seit 2020: All American, Dramaserie (Staffel 1–2 als deutschsprachige Erstausstrahlung; aktuell als Wiederholung)
- seit 2020: Black Sails, Abenteuerserie
- seit 2020: Bordertown, Zeichentrickserie (als deutschsprachige Free-TV-Erstausstrahlung; aktuell als Wiederholung)
- seit 2020: Brickleberry, Zeichentrickserie
- seit 2020: Champions, Sitcom (als deutschsprachige Erstausstrahlung; aktuell als Wiederholung)
- seit 2020: Cristela, Sitcom (als deutschsprachige Free-TV-Erstausstrahlung; aktuell als Wiederholung)
- seit 2020: Enlisted, Comedyserie (als deutschsprachige Free-TV-Erstausstrahlung; aktuell als Wiederholung)
- seit 2020: Perfect Harmony, Comedyserie (als deutschsprachige Erstausstrahlung; aktuell als Wiederholung)
- seit 2020: Shots Fired, Krimiserie (als deutschsprachige Erstausstrahlung; aktuell als Wiederholung)

## Ehemalige Serien

### Erstausstrahlung
Im Folgenden werden Serie gelistet, die ihre deutschsprachige Erstausstrahlung (EA) auf Joyn Primetime hatten. Deutschsprachige Free-TV-Erstausstrahlungen einer Serie werden mit * gekennzeichnet. Bei einigen Serien werden bzw. wurden nur einzelne Staffeln erstausgestrahlt.
- 2019: Hit the Floor, Dramaserie (Staffel 3)
- 2019–2020: Great News * , Comedyserie
- 2019–2020: Star * , Dramaserie
- 2019–2021: Claws, Dramedyserie
- 2019–2021: The Good Place * , Sitcom (Staffel 3–4, Staffel 1–2 als Wiederholung)
- 2020: Crowded, Sitcom
- 2020: Marlon * , Sitcom
- 2020: Pitch, Dramaserie
- 2020: Rel * , Sitcom
- 2020: Truth Be Told * , Dramaserie
- 2020–2021: 9JKL, Sitcom
- 2020–2021: American Gothic, Dramaserie
- 2020–2021: The Bastard Executioner, Historienserie
- 2020–2021: Complications * , Dramaserie
- 2020–2021: Fosse / Verdon, Biopic-Miniserie
- 2020–2021: Man Seeking Woman * , Comedyserie
- 2020–2021: Out There * , Zeichentrickserie
- 2021: Telenovela, Sitcom

### Wiederholung
- 2019–2020: Jane the Virgin, Dramedyserie
- 2019–2020: Reign, Dramaserie
- 2019–2020: Second Chance, Krimiserie
- 2019–2021: Sirens, Comedyserie
- 2019–2021: Sleepy Hollow, Mysteryserie
- 2019–2021: Zoo, Dramaserie
- 2020: Damien, Horrorserie